# Летс (Ајова)
Летс (енгл. Letts) град је у америчкој савезној држави Ајова. По попису становништва из 2010. у њему је живело 384 становника.

## Демографија
Према попису становништва из 2010. у граду је живело 384 становника, што је -8 (-2.0%) становника више него 2000. године.
| Група             | 2000.       | 2010.       |
| Белци             | 373 (95,2%) | 349 (90,9%) |
| Афроамериканци    | 2 (0,5%)    | 0 (0,0%)    |
| Азијати           | 1 (0,3%)    | 0 (0,0%)    |
| Хиспаноамериканци | 12 (3,1%)   | 20 (5,2%)   |
| Укупно            | 392         | 384         |